# قرار مجلس الأمن التابع للأمم المتحدة رقم 1150
قرار مجلس الأمن التابع للأمم المتحدة رقم 1150، المتخذ بالإجماع في 30 كانون الثاني / يناير 1998، بعد إعادة التأكيد على جميع القرارات المتعلقة بجورجيا، ولا سيما القرار 1124 (1997)، مدد المجلس ولاية بعثة مراقبي الأمم المتحدة في جورجيا حتى 31 تموز / يوليو 1998.
رحبت كل من جورجيا وأبخازيا باقتراح الأمين العام كوفي عنان لتعزيز مشاركة الأمم المتحدة في عملية السلام وخطة لتنفيذها. بالإضافة إلى ذلك، يجب احترام حقوق الإنسان من قبل الطرفين. وفي غضون ذلك، كان هناك قلق بشأن الوضع في منطقة غالي بسبب زرع الألغام الأرضية والاختطاف والقتل والجماعات المسلحة، مما عطل عملية السلام وعودة اللاجئين.
ولاحظ مجلس الأمن بارتياح أن الكثير من الأعمال الأساسية لعملية السلام قد اكتملت، لكن الجوانب المهمة للصراع في أبخازيا لم تحل بعد. ودُعي إلى إجراء حوار مباشر بين الأطراف، كما تم التأكيد على عدم مقبولية التغيرات الديموغرافية الناتجة عن النزاع والعودة الآمنة للاجئين. وأدان القرار أنشطة الجماعات المسلحة وزرع الألغام في منطقة غالي، ودعا أيضاً إلى حماية أفراد البعثة ومواصلة المساعدة الإنسانية الدولية.

## روابط خارجية
- نص القرار في undocs.org